# Volby do zastupitelstev obcí v Česku 2006
Volby do obecních zastupitelstev 2006 se uskutečnily v Česku v pátek 20. října od 14:00 do 22:00 a sobotu 21. října od 8:00 do 14:00. Do 6 365 zastupitelstev bylo zvoleno celkem 62 426 zastupitelů. Hlasování se zúčastnilo 46,38 % oprávněných voličů.

## Souhrnné výsledky voleb pro všechna zastupitelstva

### Výsledky dle volebních stran
| Volební strana | Hlasy      | Hlasy | Zastupitelé | Zastupitelé |
| Volební strana | abs.       | v %   | abs.        | v %         |
| --- | ---------- | ----- | ----------- | ----------- |
| Křesťanská a demokratická unie - Československá strana lidová                                                            | 6 263 980  | 5.76  | 5 049       | 8.09        |
| Česká strana národně sociální                                                                                            | 15 484     | 0.01  | 14          | 0.02        |
| Strana zelených | 5 475 862  | 5.04  | 408         | 0.65        |
| Česká strana sociálně demokratická                                                                                       | 18 079 942 | 16.63 | 4 332       | 6.94        |
| Nezávislá iniciativa (NEI)                                                                                               | 167        | 0.00  | 1           | 0.00        |
| Romská občanská iniciativa ČR                                                                                            | 1 882      | 0.00  | 0           | 0.00        |
| Občanská demokratická aliance                                                                                            | 10 339     | 0.01  | 4           | 0.01        |
| Konzervativní strana | 7 400      | 0.01  | 2           | 0.00        |
| Klub angažovaných nestraníků                                                                                             | 14 156     | 0.01  | 3           | 0.00        |
| Komunistická strana Čech a Moravy                                                                                        | 11 730 243 | 10.79 | 4 268       | 6.84        |
| Občanská demokratická strana                                                                                             | 39 353 957 | 36.20 | 7 033       | 11.27       |
| Koruna Česká (monarchistická strana Čech, Moravy a Slezska)                                                              | 31 604     | 0.03  | 0           | 0.00        |
| Masarykova demokratická strana                                                                                           | 3 921      | 0.00  | 1           | 0.00        |
| Coexistentia | 48 298     | 0.04  | 36          | 0.06        |
| Strana demokratického socialismu                                                                                         | 5 556      | 0.01  | 1           | 0.00        |
| Česká pravice | 20 189     | 0.02  | 10          | 0.02        |
| Právo a Spravedlnost - ANO tradiční rodině, NE korupci a kriminalitě                                                     | 86 418     | 0.08  | 6           | 0.01        |
| Nezávislí kandidáti | 840 499    | 0.77  | 6 967       | 11.16       |
| Moravané | 168 269    | 0.15  | 88          | 0.14        |
| Iniciativa pražských občanů                                                                                              | 12 458     | 0.01  | 0           | 0.00        |
| NEZÁVISLÍ | 906 920    | 0.83  | 370         | 0.59        |
| Sdružení nezávislých kandidátů - místní sdružení celkem                                                                  | 9 465 351  | 8.71  | 29 300      | 46.94       |
| Komunistická strana Československa                                                                                       | 41         | 0.00  | 0           | 0.00        |
| Pravý Blok-strana za ODVOLAT.politiků, NÍZKÉ daně, MIN.byrokracie, SPRAV.justici, REFER.a PŘÍMOU demokr. WWW.CIBULKA.NET | 83 057     | 0.08  | 3           | 0.00        |
| Humanistická strana | 12 995     | 0.01  | 2           | 0.00        |
| Strana venkova - spojené občanské síly                                                                                   | 46 354     | 0.04  | 65          | 0.10        |
| Unie svobody - Demokratická unie                                                                                         | 58 458     | 0.05  | 46          | 0.07        |
| Strana pro otevřenou společnost                                                                                          | 115 036    | 0.11  | 78          | 0.12        |
| Občanská koalice - Politický klub                                                                                        | 3 084      | 0.00  | 1           | 0.00        |
| Zlínské hnutí nezávislých                                                                                                | 69 739     | 0.06  | 4           | 0.01        |
| Demokratická regionální strana                                                                                           | 16 118     | 0.01  | 9           | 0.01        |
| Pravá volba pro Plzeň | 275 680    | 0.25  | 10          | 0.02        |
| Hnutí nezávislých za harmonický rozvoj obcí a měst                                                                       | 125 657    | 0.12  | 91          | 0.15        |
| Volba pro město | 1 097 815  | 1.01  | 185         | 0.30        |
| Hnutí pro Havířov | 66 593     | 0.06  | 4           | 0.01        |
| Nezávislé sdružení občanů Blanska                                                                                        | 6 371      | 0.01  | 0           | 0.00        |
| Sdružení pro sport a zdraví                                                                                              | 31 939     | 0.03  | 0           | 0.00        |
| Unie pro sport a zdraví                                                                                                  | 216 601    | 0.20  | 25          | 0.04        |
| České hnutí za národní jednotu                                                                                           | 6 000      | 0.01  | 0           | 0.00        |
| Nestraníci pro Moravu | 46 111     | 0.04  | 63          | 0.10        |
| Republikáni Miroslava Sládka                                                                                             | 1 780      | 0.00  | 0           | 0.00        |
| SNK Evropští demokraté                                                                                                   | 3 858 734  | 3.55  | 1 284       | 2.06        |
| Cesta změny | 13 244     | 0.01  | 1           | 0.00        |
| Naděje | 1 728      | 0.00  | 1           | 0.00        |
| Tábor 2020 | 65 592     | 0.06  | 7           | 0.01        |
| Strana zdravého rozumu                                                                                                   | 129 917    | 0.12  | 14          | 0.02        |
| "Liberální reformní strana"                                                                                              | 5 058      | 0.00  | 1           | 0.00        |
| Volba pro budoucnost | 11 600     | 0.01  | 1           | 0.00        |
| Balbínova poetická strana                                                                                                | 6 523      | 0.01  | 0           | 0.00        |
| Národní sjednocení | 6 707      | 0.01  | 0           | 0.00        |
| Sdružení pro zdraví, sport a prosperitu                                                                                  | 250 266    | 0.23  | 32          | 0.05        |
| Spojení demokraté - Sdružení nezávislých                                                                                 | 3 375      | 0.00  | 3           | 0.00        |
| Věci veřejné | 259 963    | 0.24  | 15          | 0.02        |
| "Jirkov 21. století" | 11 790     | 0.01  | 4           | 0.01        |
| Nezávislí pro Prahu | 314 298    | 0.29  | 1           | 0.00        |
| Hnutí za práva občanů | 11 503     | 0.01  | 2           | 0.00        |
| Národní strana | 51 617     | 0.05  | 7           | 0.01        |
| Dělnická strana | 8 776      | 0.01  | 3           | 0.00        |
| Všeobecná občanská strana                                                                                                | 2 960      | 0.00  | 0           | 0.00        |
| SVOBODNÍ | 7 870      | 0.01  | 0           | 0.00        |
| Demokratická Unie České republiky                                                                                        | 2 692      | 0.00  | 1           | 0.00        |
| "Sdružení nestraníků" | 155 778    | 0.14  | 260         | 0.42        |
| Strana práce | 1 097      | 0.00  | 0           | 0.00        |
| Svobodná občanská samospráva                                                                                             | 16 563     | 0.02  | 11          | 0.02        |
| Nezávislá volba | 8 785      | 0.01  | 10          | 0.02        |
| Evropská strana důstojného stáří                                                                                         | 25 811     | 0.02  | 0           | 0.00        |
| Strana drobných živnostníků a podnikatelů                                                                                | 39 201     | 0.04  | 7           | 0.01        |
| "Nezávislí starostové pro kraj"                                                                                          | 10 237     | 0.01  | 17          | 0.03        |
| Hnutí na podporu dobrovolných hasičů a dalších dobrovolníků                                                              | 29 460     | 0.03  | 56          | 0.09        |
| Občanské demokratické hnutí                                                                                              | 5 898      | 0.01  | 1           | 0.00        |
| Folklor i Společnost | 17 310     | 0.02  | 0           | 0.00        |
| Romská demokratická sociální strana                                                                                      | 3 328      | 0.00  | 1           | 0.00        |
| STRANA ROVNOST ŠANCÍ | 87 270     | 0.08  | 8           | 0.01        |
| NEZÁVISLÍ DEMOKRATÉ (předseda V.Železný)                                                                                 | 324 231    | 0.30  | 90          | 0.14        |
| HNUTÍ PRO TĚŠÍN | 14 404     | 0.01  | 3           | 0.00        |
| Česká strana národně socialistická                                                                                       | 100 512    | 0.09  | 28          | 0.04        |
| Strana občanské sebeobrany                                                                                               | 40 776     | 0.04  | 0           | 0.00        |
| Zelení | 2 112      | 0.00  | 0           | 0.00        |
| 4 VIZE - www.4vize.cz | 7 371      | 0.01  | 1           | 0.00        |
| Sedma - strana pro Slatiňany, Škrovád, Trpišov, Kunčí, Presy, Podhůru a Kochánovice                                      | 6 410      | 0.01  | 5           | 0.01        |
| Klub sociálně demokratické orientace                                                                                     | 10 827     | 0.01  | 0           | 0.00        |
| Nestraníci | 325 715    | 0.30  | 223         | 0.36        |
| Karlovarská občanská alternativa                                                                                         | 43 502     | 0.04  | 3           | 0.00        |
| Alternativa pro Ústí | 60 130     | 0.06  | 1           | 0.00        |
| Hnutí LEPŠÍ ŘEPY | 31 634     | 0.03  | 5           | 0.01        |
| Hnutí za lepší bydlení                                                                                                   | 23 350     | 0.02  | 0           | 0.00        |
| Občansko demokratické sdružení Zlín                                                                                      | 19 951     | 0.02  | 0           | 0.00        |
| SEMILÁCI | 5 394      | 0.00  | 1           | 0.00        |
| Zlínské sdružení živnostníků a podnikatelů                                                                               | 17 465     | 0.02  | 0           | 0.00        |
| Mimoňská obroda | 6 234      | 0.01  | 4           | 0.01        |
| MĚSTO I MLÁDEŽI | 11 905     | 0.01  | 0           | 0.00        |
| POLITIKA 21 | 4 306      | 0.00  | 0           | 0.00        |
| Volba pro Mladou Boleslav                                                                                                | 24 366     | 0.02  | 2           | 0.00        |
| ZVON | 28 305     | 0.03  | 2           | 0.00        |
| Chodovské hnutí pro Prahu                                                                                                | 48 433     | 0.04  | 0           | 0.00        |
| Koalice KDU-ČSL, ODA | 12 510     | 0.01  | 0           | 0.00        |
| Koalice KDU-ČSL, ODS | 33 448     | 0.03  | 45          | 0.07        |
| Koalice KDU-ČSL, US-DEU                                                                                                  | 13 325     | 0.01  | 8           | 0.01        |
| Koalice SNK, VPM | 6 581      | 0.01  | 2           | 0.00        |
| Koalice SZ, SNK | 2 714      | 0.00  | 1           | 0.00        |
| Koalice SOS, SZ | 85 745     | 0.08  | 3           | 0.00        |
| Koalice US-DEU, ODA | 11 798     | 0.01  | 3           | 0.00        |
| Koalice KDU-ČSL, SZ | 138 527    | 0.13  | 14          | 0.02        |
| SNK sdružení nezávislých a Evropští demokraté                                                                            | 1 934      | 0.00  | 2           | 0.00        |
| Koalice KDU-ČSL, Nestraníci                                                                                              | 1 133 604  | 1.04  | 91          | 0.15        |
| Koalice KDU-ČSL, "NSK"                                                                                                   | 3 233      | 0.00  | 7           | 0.01        |
| Koalice SZ, SN | 36 366     | 0.03  | 6           | 0.01        |
| Koalice SNK ED, KDU-ČSL                                                                                                  | 46 784     | 0.04  | 4           | 0.01        |
| Koalice KDU-ČSL, SNK ED, Nestraníci                                                                                      | 18 279     | 0.02  | 4           | 0.01        |
| Koalice KDU-ČSL, ODA, Nestraníci                                                                                         | 4 893      | 0.00  | 0           | 0.00        |
| Koalice SNK ED, SN | 149 964    | 0.14  | 4           | 0.01        |
| Koalice SNK ED, COEX | 21 745     | 0.02  | 0           | 0.00        |
| Koalice KDU-ČSL, VPM | 35 015     | 0.03  | 2           | 0.00        |
| Koalice CZ, US-DEU, ODA                                                                                                  | 11 951     | 0.01  | 0           | 0.00        |
| Sdružení KDU-ČSL, ODS, NK                                                                                                | 252 294    | 0.23  | 27          | 0.04        |
| Sdružení KDU-ČSL, NK | 174 161    | 0.16  | 157         | 0.25        |
| Sdružení ČSNS, NK | 13 332     | 0.01  | 6           | 0.01        |
| Sdružení SZ, NK | 164 789    | 0.15  | 47          | 0.08        |
| Sdružení SZ, SOS, NK | 20 528     | 0.02  | 3           | 0.00        |
| Sdružení ČSSD, NK | 48 197     | 0.04  | 87          | 0.14        |
| Sdružení ODA, NK | 35 773     | 0.03  | 11          | 0.02        |
| Sdružení KAN, NK | 4 241      | 0.00  | 1           | 0.00        |
| Sdružení KSČM, NK | 52 282     | 0.05  | 143         | 0.23        |
| Sdružení ODS, NK | 87 810     | 0.08  | 138         | 0.22        |
| Sdružení COEX, NK | 36 063     | 0.03  | 4           | 0.01        |
| Sdružení SDS, NK | 27 659     | 0.03  | 26          | 0.04        |
| Sdružení NEZ, NK | 8 066      | 0.01  | 2           | 0.00        |
| Sdružení US, NK | 48 329     | 0.04  | 7           | 0.01        |
| Sdružení SOS, NK | 1 094 843  | 1.01  | 114         | 0.18        |
| Sdružení VPM, NK | 262 677    | 0.24  | 52          | 0.08        |
| Sdružení US-DEU, NK | 248 195    | 0.23  | 62          | 0.10        |
| Sdružení ODA, US-DEU, NK                                                                                                 | 37 700     | 0.03  | 0           | 0.00        |
| Sdružení KONS, NK | 1 071      | 0.00  | 2           | 0.00        |
| Sdružení SNK, NK | 3 740      | 0.00  | 5           | 0.01        |
| Sdružení KDU-ČSL, ČSSD, NK                                                                                               | 3 161      | 0.00  | 8           | 0.01        |
| Sdružení CZ, NK | 15 853     | 0.01  | 5           | 0.01        |
| Sdružení H.S., NK | 5 487      | 0.01  | 2           | 0.00        |
| Sdružení SNK ED, NK | 1 056 003  | 0.97  | 509         | 0.82        |
| Sdružení "LiRA", NK | 11 297     | 0.01  | 4           | 0.01        |
| Sdružení SvOS, NK | 3 535      | 0.00  | 2           | 0.00        |
| Sdružení SDŽP, NK | 1 459      | 0.00  | 2           | 0.00        |
| Sdružení ČSNS2005, NK | 62 411     | 0.06  | 9           | 0.01        |
| Sdružení NEZ/DEM, NK | 123 690    | 0.11  | 10          | 0.02        |
| Sdružení SOS, KDU-ČSL, CZ, US-DEU, VPM, SZR, NK                                                                          | 236 848    | 0.22  | 9           | 0.01        |
| Sdružení HNHRM, NK | 23 478     | 0.02  | 9           | 0.01        |
| Sdružení Nestraníci, NK                                                                                                  | 60 914     | 0.06  | 25          | 0.04        |
| Sdružení SZ, SN, NK | 99 908     | 0.09  | 7           | 0.01        |
| Sdružení SZ, US-DEU, NK                                                                                                  | 8 021      | 0.01  | 3           | 0.00        |
| Sdružení KDU-ČSL, US-DEU, NK                                                                                             | 8 510      | 0.01  | 4           | 0.01        |
| Sdružení NV, NK | 91 362     | 0.08  | 23          | 0.04        |
| Sdružení SNK ED, SD-SN, SOS, SZ, US-DEU, NK                                                                              | 257 627    | 0.24  | 14          | 0.02        |
| Sdružení SN, NK | 5 875      | 0.01  | 2           | 0.00        |
| Sdružení M, NK | 5 235      | 0.00  | 1           | 0.00        |
| Sdružení DEUČR, NK | 8 860      | 0.01  | 0           | 0.00        |
| Sdružení SNK ED, SZ, NK                                                                                                  | 9 303      | 0.01  | 3           | 0.00        |
| Sdružení SZ, NEZ, NK | 107 450    | 0.10  | 10          | 0.02        |
| Sdružení MDS, ČSNS2005, SOS, NK                                                                                          | 26 687     | 0.02  | 2           | 0.00        |
| Sdružení US-DEU, SNK ED, NK                                                                                              | 60 365     | 0.06  | 8           | 0.01        |
| Sdružení "NSK", NK | 8 562      | 0.01  | 18          | 0.03        |
| Sdružení ZHN, NK | 7 892      | 0.01  | 15          | 0.02        |
| Sdružení US-DEU, SOS, NK                                                                                                 | 13 884     | 0.01  | 2           | 0.00        |
| Sdružení KDU-ČSL, ČSSD, US-DEU, NK                                                                                       | 4 901      | 0.00  | 3           | 0.00        |
| Koalice SONOB, Z | 324 872    | 0.30  | 2           | 0.00        |
| Koalice DS, PaS | 552        | 0.00  | 0           | 0.00        |
| Koalice DRS, KDU-ČSL | 14 900     | 0.01  | 0           | 0.00        |
| Koalice VPM, US-DEU | 15 105     | 0.01  | 3           | 0.00        |
| Koalice US-DEU, SZ, ODA, KONS, ČSNS2005                                                                                  | 18 431     | 0.02  | 4           | 0.01        |
| Koalice KDU-ČSL, USZ | 5 577      | 0.01  | 3           | 0.00        |
| Unie Prahy 4 | 29 846     | 0.03  | 3           | 0.00        |
| Koalice DEUČR, ODA, KAN                                                                                                  | 17 490     | 0.02  | 0           | 0.00        |
| Koalice SZ, NV | 42 291     | 0.04  | 4           | 0.01        |
| Koalice SNK ED, NEZ | 14 048     | 0.01  | 0           | 0.00        |
| Koalice SZ, US-DEU, SNK ED                                                                                               | 10 924     | 0.01  | 3           | 0.00        |
| Koalice US-DEU, NEZ/DEM                                                                                                  | 3 142      | 0.00  | 1           | 0.00        |
| Koalice KONS, KČ, SP | 7 508      | 0.01  | 0           | 0.00        |
| Koalice Z, ODA, US-DEU                                                                                                   | 18 125     | 0.02  | 0           | 0.00        |
| Koalice ODS, SNK ED | 9 800      | 0.01  | 6           | 0.01        |
| Koalice ODH, SNK ED | 2 425      | 0.00  | 1           | 0.00        |
| Koalice SNK ED, US-DEU                                                                                                   | 16 081     | 0.01  | 0           | 0.00        |
| Koalice SOS, SNK ED, Z                                                                                                   | 11 997     | 0.01  | 0           | 0.00        |
| Koalice SOS, "LiRA" | 3 432      | 0.00  | 0           | 0.00        |
| Koalice NEZ, SZ | 6 423      | 0.01  | 1           | 0.00        |
| Koalice ČSSD, ČSNS2005                                                                                                   | 1 356      | 0.00  | 1           | 0.00        |

### Výsledky dle politické příslušnosti
| Název strany                                       | Hlasy      | Hlasy | Zastupitelé | Zastupitelé |
| Název strany                                       | abs.       | v %   | abs.        | v %         |
| -------------------------------------------------- | ---------- | ----- | ----------- | ----------- |
| Křesťan.a demokrat.unie-Českosl.strana lidová      | 4 325 734  | 3.98  | 1 791       | 2.87        |
| Česká strana národně sociální                      | 10 253     | 0.01  | 6           | 0.01        |
| Strana zelených                                    | 3 010 678  | 2.77  | 194         | 0.31        |
| Česká strana sociálně demokratická                 | 15 132 425 | 13.92 | 1 825       | 2.92        |
| Nezávislá iniciativa (NEI)                         | 61         | 0.00  | 0           | 0.00        |
| Romská občanská iniciativa ČR                      | 1 955      | 0.00  | 0           | 0.00        |
| Občanská demokratická aliance                      | 116 395    | 0.11  | 5           | 0.01        |
| Strana za životní jistoty                          | 6 680      | 0.01  | 3           | 0.00        |
| Konzervativní strana                               | 3 837      | 0.00  | 1           | 0.00        |
| Demokratická strana Československa                 | 285        | 0.00  | 0           | 0.00        |
| Klub angažovaných nestraníků                       | 14 470     | 0.01  | 1           | 0.00        |
| Komunistická strana Čech a Moravy                  | 9 002 354  | 8.28  | 2 578       | 4.13        |
| Národně demokratická strana                        | 18         | 0.00  | 0           | 0.00        |
| Občanská demokratická strana                       | 36 266 868 | 33.36 | 4 084       | 6.54        |
| Koruna Česká (monarch.str.Čech, Moravy a Slezska)  | 17 105     | 0.02  | 1           | 0.00        |
| Masarykova demokratická strana                     | 7 149      | 0.01  | 1           | 0.00        |
| Coexistentia                                       | 9 831      | 0.01  | 6           | 0.01        |
| Strana demokratického socialismu                   | 86 748     | 0.08  | 11          | 0.02        |
| Československá strana socialistická                | 2 107      | 0.00  | 0           | 0.00        |
| Česká pravice                                      | 1 731      | 0.00  | 1           | 0.00        |
| Právo a Spravedlnost-ANO rodině,NE korupci a krim. | 251        | 0.00  | 0           | 0.00        |
| Moravané                                           | 67 693     | 0.06  | 20          | 0.03        |
| Iniciativa pražských občanů                        | 780        | 0.00  | 0           | 0.00        |
| NEZÁVISLÍ                                          | 87 536     | 0.08  | 32          | 0.05        |
| Komunistická strana Československa                 | 41         | 0.00  | 0           | 0.00        |
| Pravý Blok-str.za ODVOLATELNOST politiků,REFERENDA | 19 796     | 0.02  | 1           | 0.00        |
| Bez politické příslušnosti                         | 37 300 276 | 34.32 | 51 439      | 82.40       |
| Humanistická strana                                | 6 571      | 0.01  | 1           | 0.00        |
| Strana venkova - spojené občanské síly             | 1 737      | 0.00  | 4           | 0.01        |
| Unie svobody - Demokratická unie                   | 257 681    | 0.24  | 55          | 0.09        |
| Strana pro otevřenou společnost                    | 157 319    | 0.14  | 19          | 0.03        |
| Zlínské hnutí nezávislých                          | 21 185     | 0.02  | 2           | 0.00        |
| Demokratická regionální strana                     | 16 164     | 0.01  | 2           | 0.00        |
| Pravá volba pro Plzeň                              | 35 652     | 0.03  | 3           | 0.00        |
| Hnutí nezávislých za harmonický rozvoj obcí a měst | 29 972     | 0.03  | 22          | 0.04        |
| Volba pro město                                    | 40 522     | 0.04  | 12          | 0.02        |
| Hnutí pro Havířov                                  | 13 022     | 0.01  | 1           | 0.00        |
| Nezávislé sdružení občanů Blanska                  | 5 360      | 0.00  | 0           | 0.00        |
| Sdružení pro sport a zdraví                        | 15 609     | 0.01  | 0           | 0.00        |
| Unie pro sport a zdraví                            | 58 470     | 0.05  | 7           | 0.01        |
| České hnutí za národní jednotu                     | 4 361      | 0.00  | 0           | 0.00        |
| Nestraníci pro Moravu                              | 2 395      | 0.00  | 0           | 0.00        |
| Republikáni Miroslava Sládka                       | 3 252      | 0.00  | 0           | 0.00        |
| SNK Evropští demokraté                             | 1 840 511  | 1.69  | 209         | 0.33        |
| Cesta změny                                        | 18 294     | 0.02  | 0           | 0.00        |
| Naděje                                             | 157        | 0.00  | 0           | 0.00        |
| Tábor 2020                                         | 23 320     | 0.02  | 4           | 0.01        |
| Strana zdravého rozumu                             | 11 620     | 0.01  | 1           | 0.00        |
| "Liberální reformní strana"                        | 16 959     | 0.02  | 0           | 0.00        |
| Balbínova poetická strana                          | 548        | 0.00  | 0           | 0.00        |
| Národní sjednocení                                 | 7 245      | 0.01  | 0           | 0.00        |
| Sdružení pro zdraví, sport a prosperitu            | 20 540     | 0.02  | 6           | 0.01        |
| Spojení demokraté - Sdružení nezávislých           | 44 615     | 0.04  | 1           | 0.00        |
| Věci veřejné                                       | 68 768     | 0.06  | 9           | 0.01        |
| "Jirkov 21. století"                               | 6 280      | 0.01  | 4           | 0.01        |
| Hnutí za práva občanů                              | 6 009      | 0.01  | 2           | 0.00        |
| "SONOB-Sdružení ochrany nájemníků a ostat.bydlení" | 11 291     | 0.01  | 0           | 0.00        |
| Národní strana                                     | 6 188      | 0.01  | 1           | 0.00        |
| Dělnická strana                                    | 7 284      | 0.01  | 0           | 0.00        |
| Všeobecná občanská strana                          | 2 019      | 0.00  | 0           | 0.00        |
| SVOBODNÍ                                           | 1 763      | 0.00  | 0           | 0.00        |
| Demokratická strana sociální spravedlnosti         | 11 159     | 0.01  | 1           | 0.00        |
| Demokratická Unie České republiky                  | 5 120      | 0.00  | 1           | 0.00        |
| "Sdružení nestraníků"                              | 4 040      | 0.00  | 0           | 0.00        |
| Strana práce                                       | 1 196      | 0.00  | 0           | 0.00        |
| Svobodná občanská samospráva                       | 5 455      | 0.01  | 4           | 0.01        |
| Správný směr                                       | 1 011      | 0.00  | 0           | 0.00        |
| Evropská strana důstojného stáří                   | 9 407      | 0.01  | 1           | 0.00        |
| Strana drobných živnostníků a podnikatelů          | 265        | 0.00  | 0           | 0.00        |
| "Nezávislí starostové pro kraj"                    | 1 349      | 0.00  | 3           | 0.00        |
| Hnutí na podporu dobrov.hasičů a dal.dobrovolníků  | 390        | 0.00  | 0           | 0.00        |
| Občanské demokratické hnutí                        | 5 241      | 0.00  | 1           | 0.00        |
| Folklor i Společnost                               | 1 202      | 0.00  | 0           | 0.00        |
| Romská demokratická sociální strana                | 1 415      | 0.00  | 1           | 0.00        |
| STRANA ROVNOST ŠANCÍ                               | 51 965     | 0.05  | 1           | 0.00        |
| NEZÁVISLÍ DEMOKRATÉ (předseda V.Železný)           | 98 829     | 0.09  | 20          | 0.03        |
| HNUTÍ PRO TĚŠÍN                                    | 6 117      | 0.01  | 1           | 0.00        |
| Česká strana národně socialistická                 | 35 149     | 0.03  | 4           | 0.01        |
| Strana občanské sebeobrany                         | 14 830     | 0.01  | 0           | 0.00        |
| Zelení                                             | 11 058     | 0.01  | 0           | 0.00        |
| 4 VIZE-www.4vize.cz                                | 453        | 0.00  | 0           | 0.00        |
| Sedma-strana pro obec Slatiňany a její osady       | 3 083      | 0.00  | 3           | 0.00        |
| Klub sociálně demokratické orientace               | 3 494      | 0.00  | 0           | 0.00        |
| Nestraníci                                         | 42 716     | 0.04  | 6           | 0.01        |
| Karlovarská občanská alternativa                   | 43 502     | 0.04  | 3           | 0.00        |
| Alternativa pro Ústí                               | 10 300     | 0.01  | 1           | 0.00        |
| Hnutí LEPŠÍ ŘEPY                                   | 10 271     | 0.01  | 4           | 0.01        |
| Hnutí za ještě lepší Ústí n.L.                     | 13 583     | 0.01  | 0           | 0.00        |
| Hnutí za lepší bydlení                             | 6 118      | 0.01  | 0           | 0.00        |
| Občansko demokratické sdružení Zlín                | 1 904      | 0.00  | 0           | 0.00        |
| SEMILÁCI                                           | 903        | 0.00  | 1           | 0.00        |
| Zlínské sdružení živnostníků a podnikatelů         | 3 912      | 0.00  | 0           | 0.00        |
| Mimoňská obroda                                    | 5 483      | 0.01  | 3           | 0.00        |
| MĚSTO I MLÁDEŽI                                    | 4 742      | 0.00  | 0           | 0.00        |
| POLITIKA 21                                        | 3 529      | 0.00  | 0           | 0.00        |
| Volba pro Mladou Boleslav                          | 3 044      | 0.00  | 0           | 0.00        |
| ZVON                                               | 10 658     | 0.01  | 2           | 0.00        |
| Chodovské hnutí pro Prahu                          | 9 044      | 0.01  | 0           | 0.00        |

### Výsledky dle navrhující strany
| Navrhující strana                                  | Hlasy      | Hlasy | Zastupitelé | Zastupitelé |
| Navrhující strana                                  | abs.       | v %   | abs.        | v %         |
| -------------------------------------------------- | ---------- | ----- | ----------- | ----------- |
| Křesťan.a demokrat.unie-Českosl.strana lidová      | 7 533 512  | 6.93  | 5 187       | 8.31        |
| Česká strana národně sociální                      | 16 191     | 0.01  | 15          | 0.02        |
| Strana zelených                                    | 5 776 881  | 5.31  | 446         | 0.71        |
| Česká strana sociálně demokratická                 | 18 094 670 | 16.65 | 4 361       | 6.99        |
| Nezávislá iniciativa (NEI)                         | 167        | 0.00  | 1           | 0.00        |
| Romská občanská iniciativa ČR                      | 1 882      | 0.00  | 0           | 0.00        |
| Občanská demokratická aliance                      | 43 965     | 0.04  | 7           | 0.01        |
| Konzervativní strana                               | 14 676     | 0.01  | 3           | 0.00        |
| Klub angažovaných nestraníků                       | 17 400     | 0.02  | 3           | 0.00        |
| Komunistická strana Čech a Moravy                  | 11 753 638 | 10.81 | 4 333       | 6.94        |
| Občanská demokratická strana                       | 39 554 760 | 36.39 | 7 113       | 11.39       |
| Koruna Česká (monarch.str.Čech, Moravy a Slezska)  | 32 718     | 0.03  | 0           | 0.00        |
| Masarykova demokratická strana                     | 24 237     | 0.02  | 3           | 0.00        |
| Coexistentia                                       | 74 541     | 0.07  | 38          | 0.06        |
| Strana demokratického socialismu                   | 13 488     | 0.01  | 10          | 0.02        |
| Česká pravice                                      | 20 189     | 0.02  | 10          | 0.02        |
| Právo a Spravedlnost-ANO rodině,NE korupci a krim. | 86 620     | 0.08  | 6           | 0.01        |
| Nezávislí kandidáti                                | 13 294 486 | 12.23 | 37 380      | 59.88       |
| Moravané                                           | 173 504    | 0.16  | 89          | 0.14        |
| Iniciativa pražských občanů                        | 12 458     | 0.01  | 0           | 0.00        |
| NEZÁVISLÍ                                          | 990 231    | 0.91  | 379         | 0.61        |
| Komunistická strana Československa                 | 41         | 0.00  | 0           | 0.00        |
| Pravý Blok-str.za ODVOLATELNOST politiků,REFERENDA | 83 057     | 0.08  | 3           | 0.00        |
| Humanistická strana                                | 13 069     | 0.01  | 2           | 0.00        |
| Strana venkova - spojené občanské síly             | 46 354     | 0.04  | 65          | 0.10        |
| Unie svobody - Demokratická unie                   | 283 431    | 0.26  | 84          | 0.13        |
| Strana pro otevřenou společnost                    | 797 705    | 0.73  | 135         | 0.22        |
| Občanská koalice - Politický klub                  | 3 084      | 0.00  | 1           | 0.00        |
| Zlínské hnutí nezávislých                          | 70 156     | 0.06  | 6           | 0.01        |
| Demokratická regionální strana                     | 23 640     | 0.02  | 9           | 0.01        |
| Pravá volba pro Plzeň                              | 275 680    | 0.25  | 10          | 0.02        |
| Hnutí nezávislých za harmonický rozvoj obcí a měst | 126 332    | 0.12  | 91          | 0.15        |
| Volba pro město                                    | 1 177 442  | 1.08  | 196         | 0.31        |
| Hnutí pro Havířov                                  | 66 593     | 0.06  | 4           | 0.01        |
| Nezávislé sdružení občanů Blanska                  | 6 371      | 0.01  | 0           | 0.00        |
| Sdružení pro sport a zdraví                        | 31 939     | 0.03  | 0           | 0.00        |
| Unie pro sport a zdraví                            | 218 594    | 0.20  | 26          | 0.04        |
| České hnutí za národní jednotu                     | 6 000      | 0.01  | 0           | 0.00        |
| Nestraníci pro Moravu                              | 46 111     | 0.04  | 63          | 0.10        |
| Republikáni Miroslava Sládka                       | 1 780      | 0.00  | 0           | 0.00        |
| SNK Evropští demokraté                             | 4 342 175  | 3.99  | 1 437       | 2.30        |
| Cesta změny                                        | 21 511     | 0.02  | 1           | 0.00        |
| Naděje                                             | 1 728      | 0.00  | 1           | 0.00        |
| Tábor 2020                                         | 65 592     | 0.06  | 7           | 0.01        |
| Strana zdravého rozumu                             | 137 096    | 0.13  | 15          | 0.02        |
| "Liberální reformní strana"                        | 9 345      | 0.01  | 1           | 0.00        |
| Volba pro budoucnost                               | 11 600     | 0.01  | 1           | 0.00        |
| Balbínova poetická strana                          | 6 523      | 0.01  | 0           | 0.00        |
| Národní sjednocení                                 | 6 707      | 0.01  | 0           | 0.00        |
| Sdružení pro zdraví, sport a prosperitu            | 250 266    | 0.23  | 32          | 0.05        |
| Spojení demokraté - Sdružení nezávislých           | 37 697     | 0.03  | 3           | 0.00        |
| Věci veřejné                                       | 259 963    | 0.24  | 15          | 0.02        |
| "Jirkov 21. století"                               | 11 790     | 0.01  | 4           | 0.01        |
| Nezávislí pro Prahu                                | 314 298    | 0.29  | 1           | 0.00        |
| Hnutí za práva občanů                              | 11 503     | 0.01  | 2           | 0.00        |
| "SONOB-Sdružení ochrany nájemníků a ostat.bydlení" | 182 613    | 0.17  | 2           | 0.00        |
| Národní strana                                     | 51 617     | 0.05  | 7           | 0.01        |
| Dělnická strana                                    | 9 126      | 0.01  | 3           | 0.00        |
| Všeobecná občanská strana                          | 2 960      | 0.00  | 0           | 0.00        |
| SVOBODNÍ                                           | 7 870      | 0.01  | 0           | 0.00        |
| Demokratická Unie České republiky                  | 17 818     | 0.02  | 1           | 0.00        |
| "Sdružení nestraníků"                              | 276 569    | 0.25  | 266         | 0.43        |
| Strana práce                                       | 5 082      | 0.00  | 0           | 0.00        |
| Svobodná občanská samospráva                       | 16 563     | 0.02  | 11          | 0.02        |
| Nezávislá volba                                    | 36 616     | 0.03  | 15          | 0.02        |
| Evropská strana důstojného stáří                   | 25 811     | 0.02  | 0           | 0.00        |
| Strana drobných živnostníků a podnikatelů          | 39 466     | 0.04  | 7           | 0.01        |
| "Nezávislí starostové pro kraj"                    | 13 589     | 0.01  | 25          | 0.04        |
| Hnutí na podporu dobrov.hasičů a dal.dobrovolníků  | 29 460     | 0.03  | 56          | 0.09        |
| Občanské demokratické hnutí                        | 7 241      | 0.01  | 1           | 0.00        |
| Folklor i Společnost                               | 17 310     | 0.02  | 0           | 0.00        |
| Romská demokratická sociální strana                | 3 328      | 0.00  | 1           | 0.00        |
| STRANA ROVNOST ŠANCÍ                               | 87 270     | 0.08  | 8           | 0.01        |
| NEZÁVISLÍ DEMOKRATÉ (předseda V.Železný)           | 353 553    | 0.33  | 92          | 0.15        |
| HNUTÍ PRO TĚŠÍN                                    | 14 404     | 0.01  | 3           | 0.00        |
| Česká strana národně socialistická                 | 108 511    | 0.10  | 29          | 0.05        |
| Strana občanské sebeobrany                         | 40 776     | 0.04  | 0           | 0.00        |
| Zelení                                             | 149 880    | 0.14  | 0           | 0.00        |
| 4 VIZE-www.4vize.cz                                | 7 371      | 0.01  | 1           | 0.00        |
| Sedma-strana pro obec Slatiňany a její osady       | 6 410      | 0.01  | 5           | 0.01        |
| Klub sociálně demokratické orientace               | 10 827     | 0.01  | 0           | 0.00        |
| Nestraníci                                         | 555 274    | 0.51  | 276         | 0.44        |
| Karlovarská občanská alternativa                   | 43 502     | 0.04  | 3           | 0.00        |
| Alternativa pro Ústí                               | 60 130     | 0.06  | 1           | 0.00        |
| Hnutí LEPŠÍ ŘEPY                                   | 31 634     | 0.03  | 5           | 0.01        |
| Hnutí za lepší bydlení                             | 23 350     | 0.02  | 0           | 0.00        |
| Občansko demokratické sdružení Zlín                | 19 951     | 0.02  | 0           | 0.00        |
| SEMILÁCI                                           | 5 394      | 0.00  | 1           | 0.00        |
| Zlínské sdružení živnostníků a podnikatelů         | 17 465     | 0.02  | 0           | 0.00        |
| Mimoňská obroda                                    | 6 234      | 0.01  | 4           | 0.01        |
| MĚSTO I MLÁDEŽI                                    | 11 905     | 0.01  | 0           | 0.00        |
| POLITIKA 21                                        | 4 306      | 0.00  | 0           | 0.00        |
| Volba pro Mladou Boleslav                          | 24 366     | 0.02  | 2           | 0.00        |
| ZVON                                               | 28 305     | 0.03  | 2           | 0.00        |
| Chodovské hnutí pro Prahu                          | 48 433     | 0.04  | 0           | 0.00        |